# 拉平萊訥河
47°37′53″N 11°26′09″E / 47.63131°N 11.43587°E

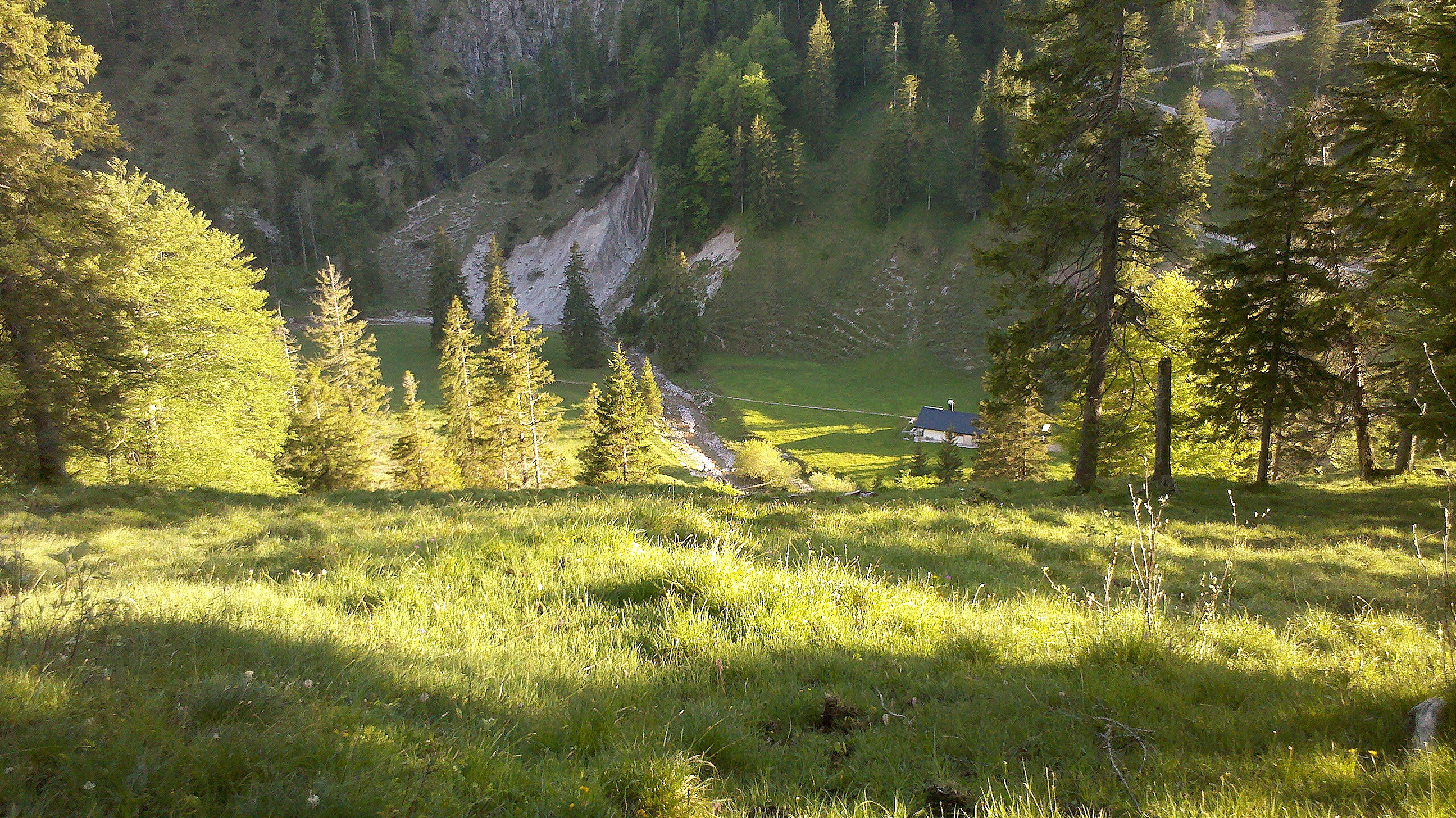

拉平萊訥河是德國的河流，位於該國東南部，由巴伐利亞負責管轄，屬於大萊訥河的左支流，河道全長1.9公里，發源自拉本山南坡。